# Sturge Island
Sturge Island ist eine unbewohnte, vulkanische Insel in der Somow-See des Südlichen Ozeans, etwa 300 km vom antarktischen Festland entfernt. Sie ist die gleichsam südlichste und östlichste der Balleny-Inseln und gehört zum Ross-Nebengebiet, dem von Neuseeland beanspruchten Antarktisterritorium. Sturge Island liegt 85 km südöstlich von Buckle Island sowie 136 km südöstlich von Young Island, ist im Gegensatz zu diesen jedoch nicht von weiteren kleinen Eilanden umgeben. Sie wurde als erste der Balleny-Inseln am 9. Februar 1839 vom britischen Walfangkapitän John Balleny entdeckt und ist nach einem der Geldgeber seiner Antarktisfahrt, dem britischen Kaufmann Thomas Sturge (1787–1866), benannt.
Sturge Island ist in Nord-Süd-Richtung etwa 34 km lang, in Ost-West-Richtung bis zu 15 km breit und bedeckt eine Fläche von 437,4 km². Höchste Erhebung der vollständig von Gletschern bedeckten Insel ist der 1524 m (nach anderen Angaben 1167 m oder 1705 m) hohe und noch unbestiegene Brown Peak.
Die Nordspitze der Insel, Kap Freeman, stellt eine 672 Meter hohe, nahezu vertikale Klippe dar und ist benannt nach Thomas Freeman († 24. März 1839), Kapitän der Sabrina bei Ballenys Antarktisfahrt, der am 9. Februar 1839 erstmals die Sturge-Insel betrat. Vom Südende der Insel, Kap Smyth, sind es etwa 650 Kilometer bis zur nächsten Insel im Osten, der isoliert liegenden Scott-Insel.